# Oestridae
Famille
Les Oestridae (les Œstridés ou Œstres) sont une famille d'insectes diptères. La dénomination regroupe de grosses mouches surtout répandues dans les régions chaudes, mais aussi tempérées du globe. Les larves sont des endoparasites des mammifères ; certaines se développent dans le tube digestif de leur hôte, tandis que d'autres se logent sous la peau. La seule espèce qui parasite régulièrement les humains est Dermatobia hominis. Les autres espèces d’œstres parasitent des animaux d'élevage comme les bovins et les ovins, ainsi que des animaux sauvages comme les éléphants et les rhinocéros. Les larves de certaines de ces espèces provoquent des maladies dites myases, qui sont peu dangereuses pour les animaux, mais déprécient les peaux.

## En zone tempérée
Plusieurs espèces sont citées depuis longtemps comme posant problème pour les animaux d'élevage ou de trait et de charge ;
- l'Œstre du cheval (ou de l’âne) ou gastrophile du cheval, dont les noms scientifiques ont été Gastrophilus intestinalis, ou Gasterophilus intesinalis Deg., ou Gastrophilus equi (horse bot-fly pour les anglosaxons) ; mouche de 12 à 15 mm dont les larves parasitent les équidés (cheval, âne)

Il en existe des descriptions différentes pour un même nom d’insecte, qui laissent penser qu’il a pu exister des confusions de classification ou d’identification.

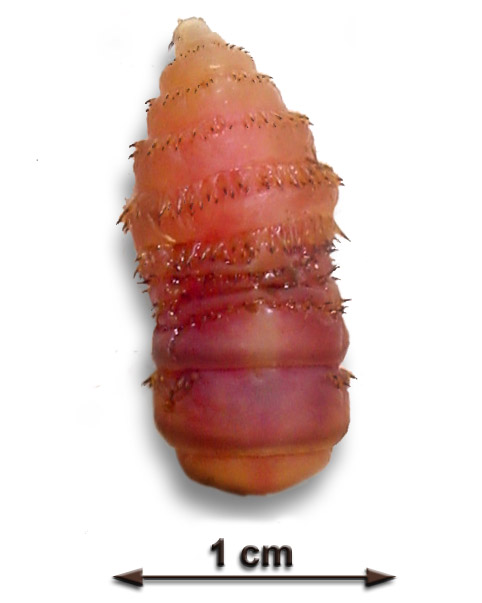
Larve de Gasterophilus intestinalis.

Le Larousse agricole de 1921 décrit une mouche de couleur jaunâtre à abdomen plus foncé (fig, 830) aux ailes transparentes et traversées en leur milieu par une bande brune. Selon le Larousse, les femelles pondent en été sur les chevaux, les ânes, les mulets, des œufs groupés en paquets blanchâtres collés sur la peau et les poils des animaux. Leurs larves fusiformes par leurs mouvements provoquent des démangeaisons qui inciteraient l'animal à se lécher. Les larves entament alors la seconde partie de leur cycle de vie dans l'estomac où elles se fixent en produisant des ulcérations superficielles. Six à douze mois plus tard, les larves se détachent et, via les excréments, sont évacuées dans l'environnement extérieur où elles se transforment en nymphes, d'où émergera un adulte qui recommencera un cycle de parasitisme.
D'autres auteurs présentent cette mouche comme un cosmopolite, au thorax plus foncé que l’abdomen et en forme de goutte d’eau, sans mentionner ni décrire la barre colorée sur l’aile. Selon eux, la femelle pond plusieurs centaines d’œuf sur l’hôte (plutôt sur  la partie antérieure). La larve sort de l’œuf après que ce dernier a été léché et ingéré. Elle reste plusieurs jours sur la langue et finit sa croissance dans l’estomac avant d’être évacuée via les fèces à l'extérieur où elle se métamorphose, soit dans les excréments ou dans le sol, en pupe.
- L'Œstre du mouton (Œstrus ovis) est à l'origine de l'œstridiose du mouton, maladie qui selon le Larousse agricole de 1921 est due à une mouche longue de 10 à 12 mm dont la larve parasite le mouton. Sa tête est brune ; son corselet (ainsi que l'abdomen), gris jaunâtre marqué de taches noires. Les ailes sont transparentes et marquées de trois points foncés à la base (détail non représenté sur l’illustration du guide des insectes de Zahradnik-Severa, Hatier, 1984de  p 310, ni mentionné).

La ponte des femelles, qui a lieu de juin à septembre, se fait autour des naseaux. Les larves rampent vers les sinus frontaux via les cavités nasales, où elles se nourrissent. Si elles sont nombreuses, elles irritent les muqueuses de leur hôte, provoquant des éternuements et des sécrétions (« jetage ») assez abondantes. Parfois des larves sont expulsées. Cet article et d'autres auteurs citent un comportement de déséquilibre évoquant le tournis, dit « faux tournis » ou vertiges d'œstres chez l'animal parasité. L'ovin, devenu incapable de se déplacer, finit  par se coucher sur le flanc et meurt dans un délai d'un ou deux jours.
- L'Œstre (ou Hypoderme) du bœuf. Le développement larvaire se situe au niveau du cuir (varron).

## En zone arctique
Les Ostridae existent également en zone arctique et pouvaient autrefois entrer au menu des peuples inuits. En effet, les larves de mouches Oestridae récoltées en tant que parasites des peaux de caribou étaient mangées lors du dépeçage du caribou.

## Méthode de lutte
Des badigeons « pas toujours efficaces » d'huiles spéciales (de poisson, de lin dans lesquelles on fait macérer diverses plantes, éventuellement additionnées de pétrole, phénol, etc.) ont été utilisés.
Quand il s'agissait de myases externes, chez l'Homme comme chez l'animal de « petites pinces à pointes mousses » étaient utilisées pour extraire les larves là où elles étaient visibles et accessibles. On les extrayait aussi en pressant les structures furonculeuses qui trahissent leur gîte. Les plaies étaient autrefois lavées à l'eau phéniquée, crésylée ou lysolée. Aujourd'hui, cette pratique est remplacée par des désinfectants modernes, avec un éventuel traitement antibiotique.

## Liste des genres
Selon Catalogue of Life (1er mars 2013) :
- Cephalopina
- Cephenemyia
- Coboldia
- Cuterebra
- Dermatobia
- Gasterophilus
- Gedoelstia
- Gyrostigma
- Hypoderma
- Kirkioestrus
- Neocuterebra
- Ochotonia
- Oestroderma
- Oestromyia
- Oestrus
- Pallasiomyia
- Pavlovskiata
- Pharyngobolus
- Pharyngomyia
- Portschinskia
- Przhevalskiana
- Rhinoestrus
- Ruttenia
- Strobiloestrus
- Suioestrus
- Tracheomyia

## Liste des sous-familles
Selon ITIS (1er mars 2013) :
- sous-famille Cuterebrinae
- sous-famille Gasterophilinae
- sous-famille Hypodermatinae
- sous-famille Oestrinae